# Středoevropská studia

Střední Evropa per Geographie universelle (1927)

Středoevropská studia jsou podoborem evropských studií se zaměřením na jazyky, kultury, dějiny, ekonomiky, společnosti, politiku, mezinárodní vztahy a další aspekty regionu střední Evropy. Je předmětem mnoha výzkumných institucí, akademických časopisů a vzdělávacích kvalifikací. Mezi jeho podobory patří mimo jiné rakouská studia (germanistika), bohemistika, slovakistika, polonistika, hungaristika, slovinistika, chorvatistika.

## Školství
Některé akademické instituce nabízejí studentům tituly, hlavní, nezletilé, certifikáty, specializace nebo jiné formy vzdělávacích kvalifikací.
- BA v oboru středoevropská studia, University of North Carolina v Chapel Hill[1]
- BA Středoevropská studia, Univerzita Komenského[2]
- BA v oboru středoevropská studia, University of Southern California[3]
- BA v oboru středoevropská studia, University of Manitoba[4]
- BA a MA v oboru Středoevropská studia, Masarykova univerzita[5]
- MA v oboru středoevropská studia, Univerzita Hradec Králové[6]
- MA v oboru středoevropská studia, Univerzita Eötvöse Loránda[7]